# Therese Holbein von Holbeinsberg
Therese Holbein Edle von Holbeinsberg (* um 1785 in Graz; † 24. September 1857 in Wien) war eine österreichische Landschaftsmalerin und Radiererin.

## Herkunft und Leben
Es ist wahrscheinlich, dass Therese Holbein eine Nachkommin der bedeutenden Malerfamilie um Hans Holbein der Ältere war. Ihrem Großvater Johann Georg Holbein, ein kaiserlich wirklicher geheimer Reichshofraths-Kanzellist, wurde 1756 das Prädikat Holbeinsberg verliehen. Nach dem Tod ihres Vaters, Oberstlieutenant Philipp Holbein von Holbeinsberg, überlebte Therese Holbein als einziges seiner sechs Kinder, wodurch die Linie im Mannesstamm erlosch. Auf ihren Antrag hin wurde das Prädikat 1852 an den Theaterdirektor Franz Ignaz von Holbein übertragen, dessen Großvater Joseph von Holbein der Bruder von Johann Georg Holbein war.
Therese Holbein wohnte in ihrer Geburtsstadt Graz und ab ca. 1814 auch für einige Zeit in Wien. Sie blieb ledig, lebte zurückgezogen und widmete sich bis ins hohe Alter ihrer Kunst. Nur wenige ihrer Werke gelangten zu ihren Lebzeiten in die Öffentlichkeit. Dazu gehörte eine Radierfolge von 30 Blättern mit Landschaften, die hauptsächlich 1812/1813 entstanden. 1855 präsentierte sie auf der 64. Ausstellung des Österreichischen Kunstvereins zwei Radierungen mit dem Titel Waldpartie. 1857 starb sie in Wien.

## Werk

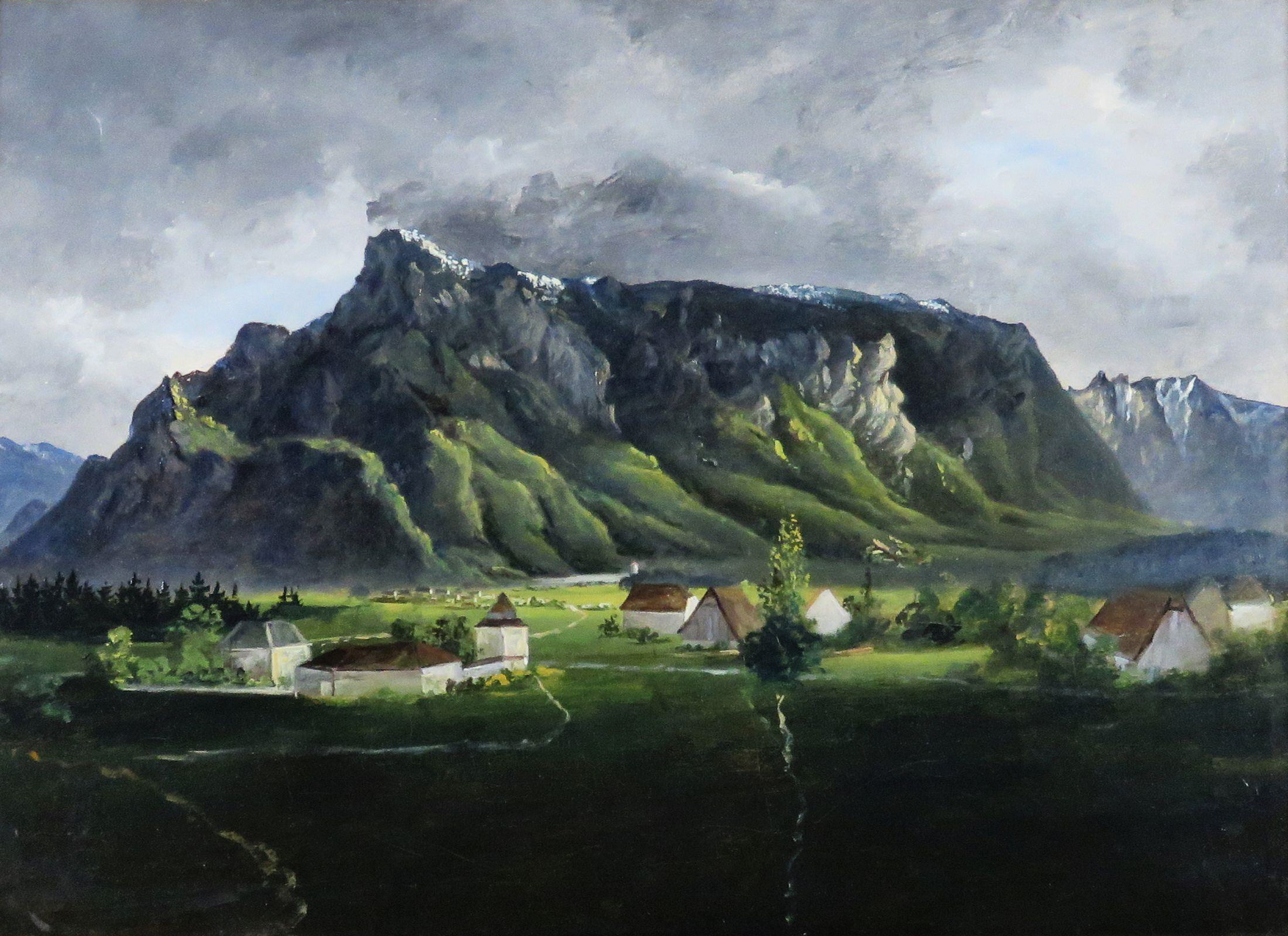
Ölbild Blick auf den Untersberg (1827)

Therese Holbein malte Ölbilder, Aquarelle und Gouache, radierte und zeichnete mit Bleistift und schwarzer Kreide. Sie schuf vor allem romantisch-stimmungsvolle Landschaften, wobei sie häufig die Vergänglichkeit der Natur und menschlichen Wirkens thematisierte, unter anderem durch die Darstellung umgestürzter Bäume und Ruinen. Zum Teil malte sie nach der Natur mit Motiven aus Wien, der Steiermark und den Alpen, zum Teil dienten ihr Zeichnungen anderer Künstler wie Rembrandt, Allart van Everdingen und Martin von Molitor als Vorlage. Sie signierte ihre Arbeiten entweder mit den Initialen „T.H.“, mit ausgeschriebenem oder abgekürztem Namen.
Werke von Therese Holbein befinden sich unter anderem in den Sammlungen der Museen Kupferstichkabinett Berlin, Österreichische Galerie Belvedere, Wien Museum, Kupferstichkabinett der Akademie der bildenden Künste Wien, Albertina, Philadelphia Museum of Art und Harvard Art Museums.
Zwei Werke von Therese Holbein aus dem Jahr 1814 wurden 1987/1988 auf der von Gisela Breitling und Evelyn Kuwertz realisierten Ausstellung Das Verborgene Museum in der Akademie der Künste in Berlin präsentiert. Ihr 1826 entstandenes Ölbild Praterlandschaft war 1999 Teil der Ausstellung Blickwechsel und Einblick – Künstlerinnen in Österreich. Aus der Sammlung des Historischen Museums der Stadt Wien.
Werke (Auswahl)
- Zerbrochene Weide mit liegendem Hund
- Ruine Rauenstein und Rauheneck bei Baden
- Lichte Waldlandschaft mit Wiesen und bäuerlich-idyllischer Figurenstaffage, Gouache, auf blauem Papier, 38,7 × 55,6 cm, Albertina, Wien[8]
- Limberg en Stirie. Suite de VI vues des environs de ce château, Radierung, 1813, Samuel Putnam Avery Collection, New York Public Library[9]
- Umgestürzte Weide, Radierung, 1814
- Geborstener alter Baum, Öl, 1820
- Wasserfall im Gebirge, Aquarell und Gouache, 1821
- Praterlandschaft, Öl auf Leinwand, 1826, 34,5 × 47,5 cm, Wien Museum[10]
- Blick auf den Untersberg, signiert und datiert unten links „(1)827 à Salzburg, Th. de Holbein“, Öl auf Leinwand, 32,5 × 46 cm
- Hermannskogel, Aquarell, 1832